# Oxytropis giraldii
Oxytropis giraldii är en ärtväxtart som beskrevs av Oskar Eberhard Ulbrich. Oxytropis giraldii ingår i släktet klovedlar, och familjen ärtväxter. Inga underarter finns listade i Catalogue of Life.